# Бруно Мора
Бруно Мора (італ. Bruno Mora; 29 березня 1937, Парма — 10 грудня 1986, Парма) — колишній італійський футболіст, фланговий півзахисник. По завершенні ігрової кар'єри — футбольний тренер.
Як гравець насамперед відомий виступами за клуб «Мілан», а також національну збірну Італії.
Володар Кубка чемпіонів УЄФА. Дворазовий чемпіон Італії. Володар Кубка Італії.

## Клубна кар'єра
Вихованець футбольної школи клубу «Сампдорія». Дорослу футбольну кар'єру розпочав 1957 року в основній команді того ж клубу, в якій провів три сезони, взявши участь у 65 матчах чемпіонату.
Протягом 1960—1962 років захищав кольори команди клубу «Ювентус».
Своєю грою за останню команду привернув увагу представників тренерського штабу клубу «Мілан», до складу якого приєднався 1962 року. Відіграв за «россонері» наступні сім сезонів своєї ігрової кар'єри.
Завершив професійну ігрову кар'єру у клубі «Парма», за команду якого виступав протягом 1969—1971 років.

## Виступи за збірну
1959 року дебютував в офіційних матчах у складі національної збірної Італії. Протягом кар'єри у національній команді, яка тривала 7 років, провів у формі головної команди країни 21 матч, забивши 4 голи. У складі збірної був учасником чемпіонату світу 1962 року у Чилі.

## Кар'єра тренера
Розпочав тренерську кар'єру, повернувшись до футболу після невеликої перерви, 1977 року, очоливши тренерський штаб клубу «Парма».
Останнім місцем тренерської роботи був клуб «Кассіно», команду якого Бруно Мора очолював як головний тренер до 1979 року.

## Титули та досягнення
- Володар Кубка європейських чемпіонів (1):

«Мілан»: 1962/1963
- Чемпіон Італії (2):

«Ювентус»: 1960/1961
«Мілан»: 1967/1968
- Володар Кубка Італії (1):

«Мілан»: 1967